# Tasa de crecimiento anual compuesto
La tasa de crecimiento anual compuesto (TCAC o también CAGR, Compound annual growth rate, en inglés) es un término específico de negocios e inversión para la ganancia anualizada lisa de una inversión sobre un periodo dado
La CAGR no es un término contable, pero se usa ampliamente, particularmente en industrias en crecimiento o para comparar las tasas de crecimiento de dos inversiones, debido a que la CAGR modera el efecto de volatilidad de retornos periódicos que pueden hacer irrelevantes las medias aritméticas. La CAGR se utiliza frecuentemente para describir el crecimiento sobre un periodo de tiempo de algunos elementos del negocio, por ejemplo, ingresos, unidades entregadas, usuarios registrados, etc. A diferencia de las tasas de crecimiento simples, la CAGR proporciona una tasa de crecimiento anual suavizada que elimina los efectos de la volatilidad y las irregularidades, lo que la convierte en una medida preferida para evaluar el desempeño de las inversiones o métricas comerciales a lo largo del tiempo.

## Fórmula
{\displaystyle \mathrm {CAGR} =\left({\frac {ValorFinal}{ValorInicial}}\right)^{\frac {1}{n}}-1}
Donde:
- ValorInicial: El valor de la inversión o métrica al inicio del período.
- ValorFinal: El valor de la inversión o métrica al final del período.
- n: El número de años en el período.

Observaciones:
- n también puede contabilizar semestres, trimestres u otra medida de tiempo regular en un período.
- Se pueden usar efectos reales o valores normalizados para calcular el tiempo que conserva la misma proporción matemática.
- La CAGR también se puede calcular como la media geométrica de los equivalentes decimales multiplicadores (es decir, 3% se convierte en 1,03 y -2% se convierte en 0,98) de los cambios individuales período-sobre-período.[2]

## Aplicaciones
Las aplicaciones de CAGR se extienden desde la evaluación del desempeño de las inversiones hasta la planificación estratégica de negocios y el análisis de mercado. A continuación, se presentan algunas aplicaciones:
- Evaluación de desempeño de inversiones: los inversionistas utilizan CAGR para evaluar el desempeño histórico de sus carteras de inversión. Al calcular la CAGR de diferentes clases de activos o inversiones individuales, estos pueden identificar qué activos han generado rendimientos consistentes a lo largo del tiempo.
- Evaluación de riesgo: si bien la CAGR en sí no tiene en cuenta el riesgo, se puede combinar con otras métricas como la desviación estándar o el índice de Sharpe para evaluar los rendimientos ajustados al riesgo, proporcionando una visión más completa del rendimiento de una inversión.
- Control de costos: La CAGR se puede utilizar para rastrear el crecimiento de diversos gastos, como costos operativos, gastos de marketing o inversiones en I+D. Esto ayuda a las empresas a identificar áreas donde los costos están creciendo demasiado rápido e implementar medidas de control.
- Proyecciones del tamaño del mercado: los analistas utilizan la CAGR para pronosticar el crecimiento del tamaño del mercado a lo largo del tiempo. Esto ayuda a las empresas y a emprendedores a comprender el potencial de un mercado y a tomar decisiones informadas sobre cómo ingresar o expandirse en ese mercado.